# G-SHOCK

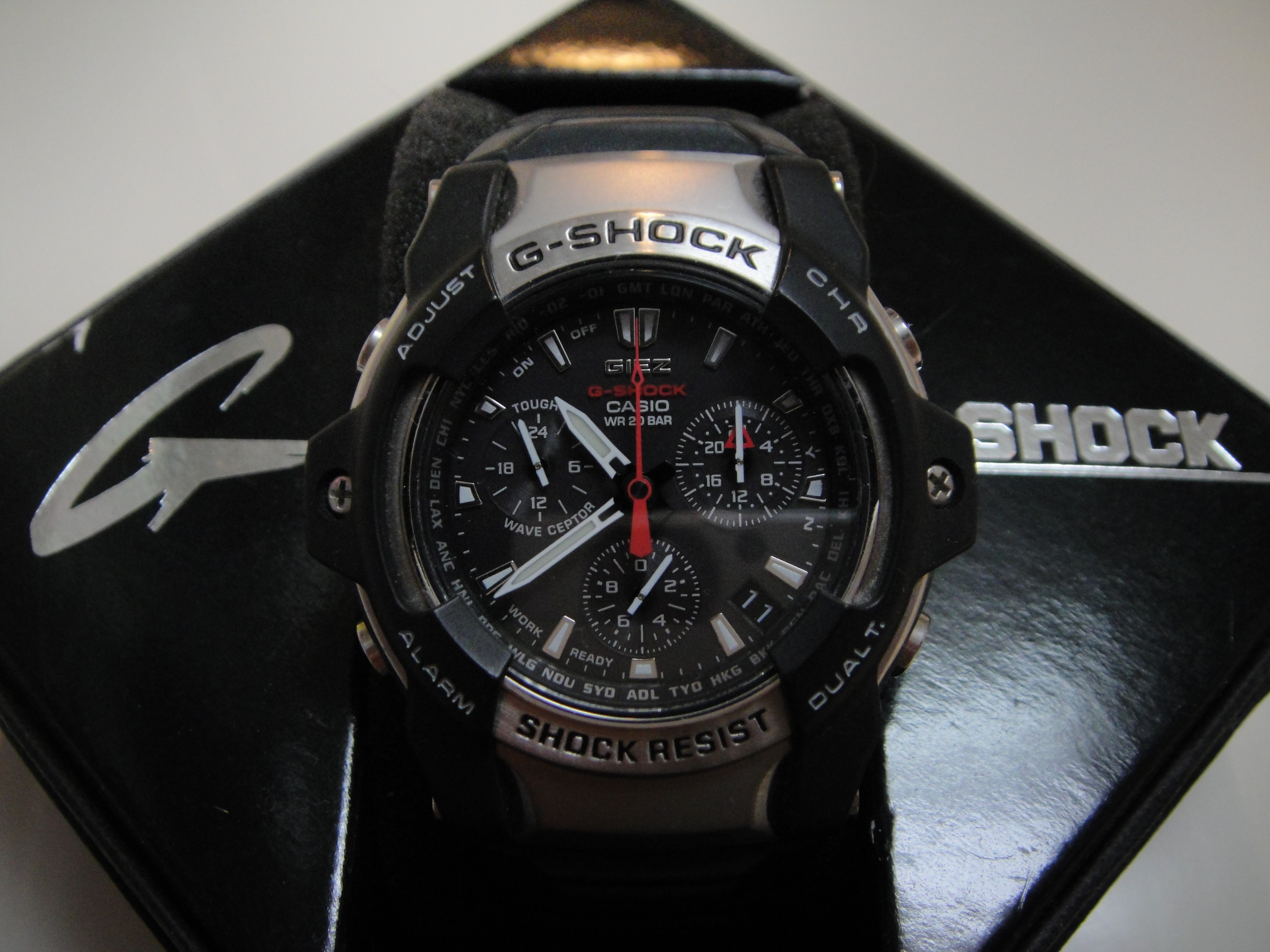
G-SHOCK GIEZ GS-1000J

G-SHOCK（ジーショック）は、カシオ計算機が1983年（昭和58年）から販売している腕時計のブランドである。一般には「Gショック」とも表記される。「G-SHOCK」の『G』とは英語で『重力』を意味する Gravity（グラビティ） から名付けられた。

## 概要

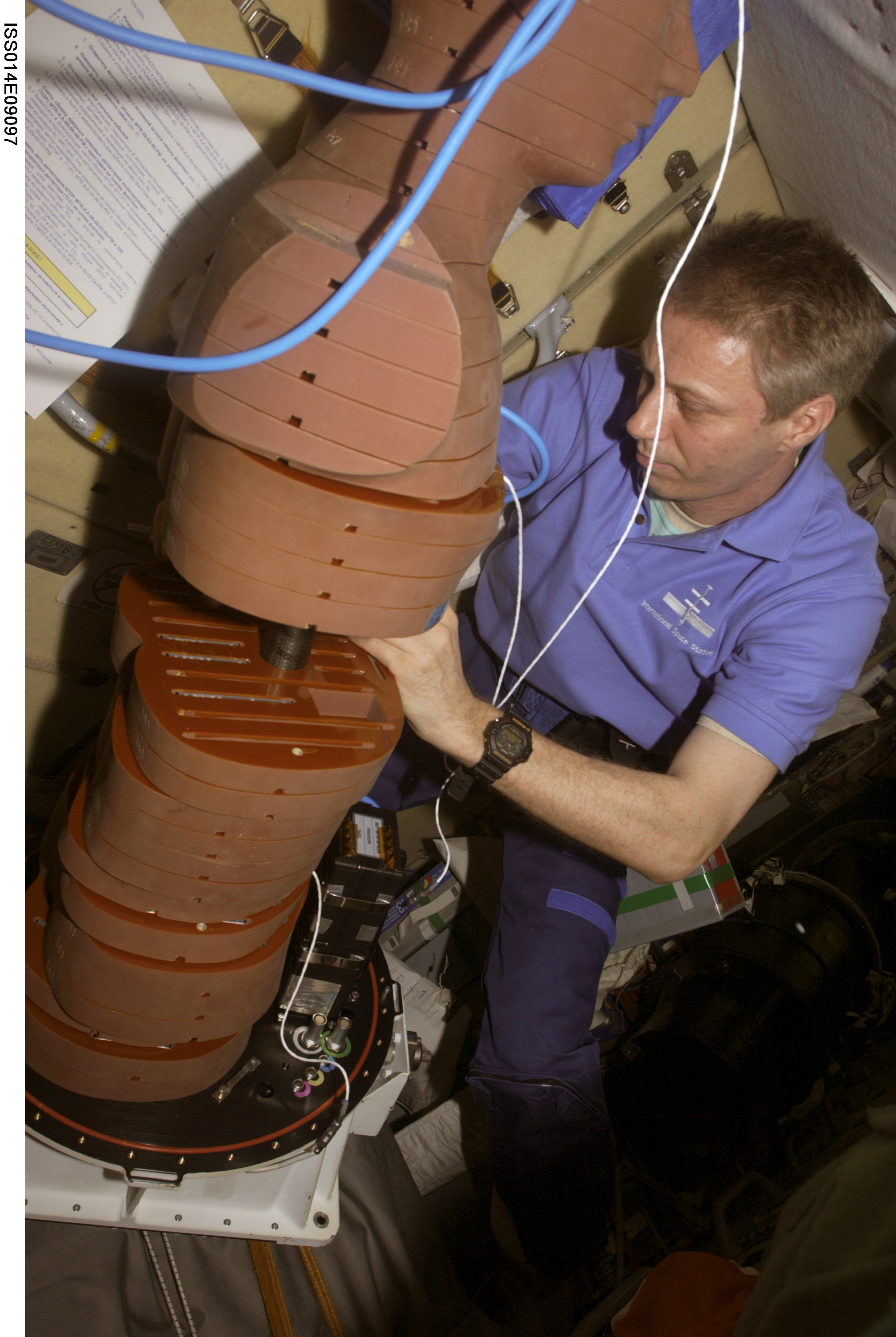
国際宇宙ステーションにおいてG-SHOCK 5900を着用している宇宙飛行士のトーマス・ライター

G-SHOCKは、カシオ計算機株式会社の技術者・伊部菊雄らによって開発された耐衝撃腕時計である。その開発は1981年、「落としても壊れない丈夫な時計」という一文から始まった。このアイデアは、伊部が高校の入学祝いで購入してもらった愛用の腕時計を会社の廊下で落として壊してしまったという実体験に基づいている。当時、腕時計は精密機器であり、衝撃には非常に弱いものとされていた。
1981年（昭和56年）に、カシオ計算機の伊部菊雄が、腕時計を落として壊してしまったことがきっかけとなり、増田裕一（商品企画担当）と伊部菊雄（設計担当）、二階堂隆（デザイン・ネーミング担当）の3人が中心となり、落としても故障しない「常識を覆す腕時計の開発」が開始される。当時、この3人はいずれも20代であった。開発チームは「PROJECT TEAM Tough」と名付けられた。
プロジェクトは、工事現場で削岩機を扱う作業員たちをターゲットユーザーに据えて進められた。彼らは腕時計がすぐに壊れてしまうため、時計を着用していないことが多かった。G-SHOCKは、そうした過酷な環境でも使用できる製品を目指した。
開発はすべてゼロからのスタートであり、当初は柔らかい素材で時計全体を覆うアイデアが試されたが、落下実験の結果この方法は破綻した。試行錯誤の末、時計のモジュール（心臓部）を5つの衝撃吸収材で保護する「5段階衝撃吸収構造」が開発され、小型化にも成功した。
しかし、内部の電子部品の破損が次々と起こるという問題に直面し、改良と落下実験の繰り返しが続いた。試作品を3階のトイレの窓から落とし、破損箇所を特定して再設計するという地道な作業が繰り返された。1年以上にわたる苦闘の末、開発者は「1週間で解決策が見つからなければ退職する」という覚悟をもって最後の挑戦に臨んだ。
その最終日、公園で遊ぶ子供たちがゴムボールを弾ませる光景から着想を得て、モジュールをケース内部で宙に浮かせる「中空構造（フローティング構造）」のアイデアが生まれた。これにより、外部からの衝撃を効果的に吸収する耐衝撃構造が完成し、G-SHOCKの基本構造となった。
建物3階の便所の窓（約10m）からの落下実験など、数々の失敗と試行錯誤を重ねた末に発売されたのが「DW-5000」で、1983年（昭和58年）のことである。
その後、G-SHOCKはアメリカ合衆国にも輸出されるようになったが、この時のテレビCMでは「アイスホッケーのパック代わりにしても壊れない」というキャッチコピーが使用された。
ところが、このテレビCMが『誇大広告ではないか？』との意見が寄せられ、テレビ番組の中で検証されることとなった。検証の結果、ナショナルホッケーリーグのプロホッケー選手によるシュートによっても、機能を喪失しないことが証明され、これをきっかけにアメリカ合衆国で人気に火がついた。
また、検証番組では『トラックで踏み潰したらどうなるか？』という実験までしたが、それでも壊れなかった。
日本では、1994年（平成6年）公開の映画『スピード』において、キアヌ・リーブス演じる主人公がG-SHOCKを着用していたことから、人気が高まった。
また、G-SHOCK の模倣品として、C-SHOCKやS-SHOCKなど紛らわしい腕時計が日本を含むいくつかの国々で出回っていたため、カシオ計算機は従来の“G-SHOCK”（1992年（平成4年）に商標登録）を除き、“A-SHOCK”から"Z-SHOCK"までの「アルファベット全部」を、1998年（平成10年）に日本で商標登録している。
2019年（令和元年）に国立科学博物館の重要科学技術史資料（未来技術遺産）に登録された。
カシオ計算機にとっては売上高の30%を占め、利益率が20%という経営を支える存在である。

## 特徴
堅牢性
G-SHOCKの最大の特徴は、堅牢な作りによる高い耐久性である。時計内部のモジュールを浮かせる「中空構造」によって、落下などの強い衝撃にも耐えられる耐衝撃性を実現している。
その耐久性は、アイスホッケーのパック代わりにG-SHOCKをスティックで弾き飛ばしたり、トラックで轢いたりしても無事に時を刻み続けたというエピソードがあるほど。研究開発は、1981年（昭和56年）に、「トリプル10」（落下強度10m、防水性能10気圧、電池寿命10年）を目標にして始まった。この目標は、外殻から独立した内部機構やポリウレタン製の衝撃吸収材を採用することで達成され、1983年（昭和58年）に初登場した『DW-5000C』以来、全てのG-SHOCKシリーズはこの性能をクリアしている。外殻のポリウレタンは弾性に優れ、耐摩耗性や耐油性にも優れるが、材質の性質上空気中の水分による加水分解などにより劣化が避けられない、ポリウレタンは水に関連する耐圧ホースやダイバーズウォッチにも使われており、加水分解は長い期間に少しずつ起きる経時劣化である。しかし1996年頃以降のモデルは品質向上により、加水分解が起きにくくなっている。
2018年、カシオは初代の『DW-5000C』発売35周年記念の一環として、同型及び『DW-5600C』に限ってベゼルとベルトのリペアサービスを期間限定で行うと発表した。ベルトは現行品で対応できるが、ベゼルについてはオリジナルの金型が残っていないため、現物から型取りしたシリコン樹脂製の型にオリジナルと同じウレタン樹脂を入れ、近赤外線で加熱して成型するという「光成形技術」を採用した。ただし、今後継続するか、他の機種でも行うかは未定である。
軍人とG-SHOCK
こうした特徴は、戦場で活動する兵士達に好まれ、アメリカ海軍特殊部隊Navy SEALsによって採用されている。
また、世界中の特殊部隊隊員、パイロット、消防士の人々が愛用している。
映画におけるG-SHOCK
多数のアクション・戦争映画などでも俳優や、カニエ・ウェスト、エミネム、ジャスティン・ビーバーなどが着用している。
アメリカ映画『スピード』で使用されたDW-5600C-1V（白文字モデル）は、主人公でロサンゼルス市警察SWATの隊員ジャック・トラヴェンを演じたキアヌ・リーブスの私物だった。また、この映画の大ヒット以降、DW-5600系は『スピードモデル』の別名でも呼ばれるようになった。

## 機能
G-SHOCKの特徴として耐衝撃機能をはじめ多様な機能を持っている点が挙げられる。
（ ※ G-SHOCKブランドの全てについている機能は「（全）」というマークで表示した）
- （全）耐衝撃機能
- （全）防水機能 - BABY-Gではすべて10気圧以上、G-SHOCKではすべて20気圧。
- 防塵機能
- 電波受信　　自国の正確な時刻がわかる
- 太陽充電　　表面にソーラーパネルが搭載されており充電ができる
- 時間補正　　
- （全）タイマー
- （全）アラーム
- （全）ストップウォッチ
- 気圧計
- 温度計
- 水深測定器
- Bluetooth
- ワールドタイム
- 硬質コーティング

## 代表製品

### ORIGIN

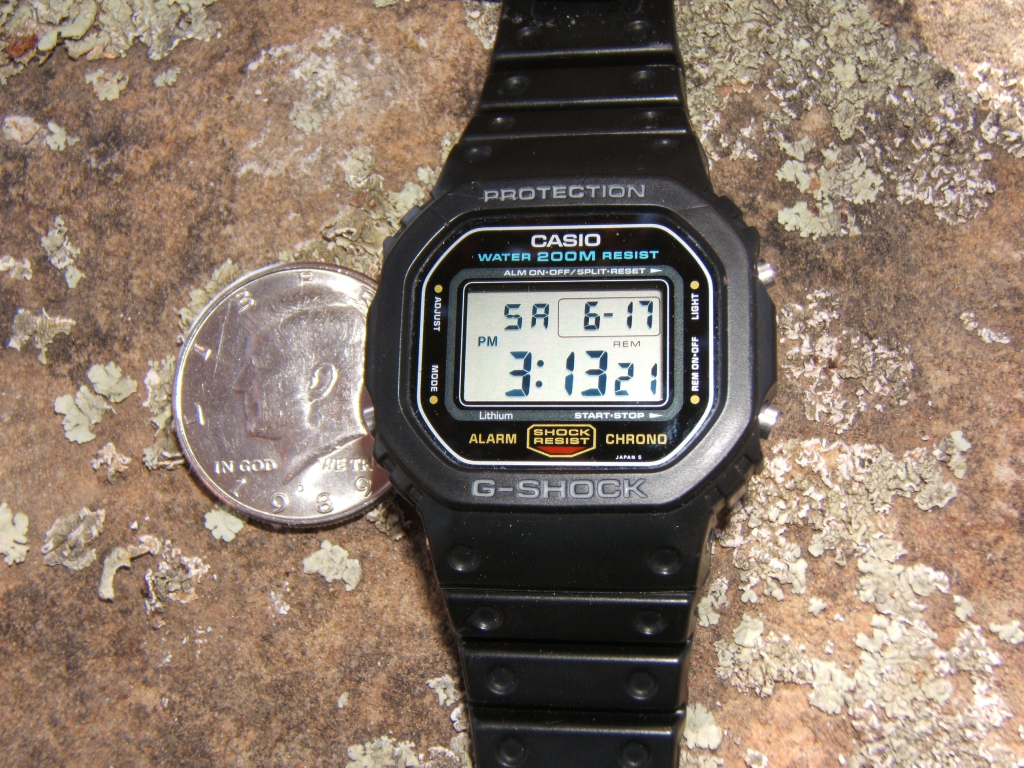
G-Shock DW-5600C

G-SHOCKの定番と呼ばれる5000、5600系角型モデル（通称：スピードモデル）や5500系丸型モデル、2代目丸型モデルのDW-5700系モデル（通称：スティング）もこのシリーズに該当する。デザインは、二階堂隆。
ヨーロッパでは6900系の丸形モデルもORIGINにカテゴライズされる。
1996年に、FOX FIREシリーズとして登場したDW-5600系の復刻モデル（FOX FIRE)、DW-9052（DW-9000系の海外生産モデル）、GW-5000-1JF（MULTIBAND6、初号機のデザインを復刻）、5600系で初めて電波受信機能を搭載したGW-5600系及び後継機のGW-M5600-シリーズ（MULTIBAND5・MULTIBAND6)などが含まれる。
G-LIDEはかつて、国内製造仕様のシリーズモデルのみ「X-treme G-LIDE」の名称で製造・販売されており、中には「RISEMAN（ライズマン）」等のMaster of Gシリーズの機種も含まれていた。なお、販売開始当初は専用モジュール以外は通称「ネグザクス」のDW-002系や通称「三つ目」と呼ばれた6900系をベースにし、海での利用を考慮することはあまりなかったものの、Master of Gシリーズの1機種として「フィッシャーマン」が登場した後文字盤部分を小型ながらムーンデータ&タイドグラフの表示機能付きを標準化したモデルが増えた。
現在はベーシックモデルの他ソーラー発電機能（タフソーラー）付き及び自動電波受信+ソーラー発電機能付きの多くのモデルで、文字盤部分を小型ながらムーンデータ&タイドグラフの表示機能付きであったり、耐低温-20℃仕様として液晶や文字盤を変更した物が、G-LIDEシリーズとして製造・販売されている。
また、1999年にはそれまでそG-LIDE以外のモデルと同様「DW-」で始まる品番（DWX-100系及びDWX-110系を除く）のモデルとして製造・販売されていた物が、DWX-110系を最後に国内外どちらもG-LIDEに統一されると共に「GL-」で始まる品番に全て切り替わり、その後の2008年にはムーンデータ＆タイドグラフの表示機能付きが「GLX-」で始まる品番に、耐低温-20℃に対応したモデルが「GLS-」で始まる品番に切り替わっている。

### Standard
デジタルとアナログ、コンビネーションモデルがある。
日本国内製造モデルでは、通称「三つ目」と言われる6900系丸形モデルもStandardシリーズに含まれる。（国内製造モデルには、海外製造モデルと区別する為にその他のFOX FIREシリーズ同様、「FOX FIRE」のロゴが文字盤の一部にデザインされていた。
なお、派生モデルとしてLOV-96系（1996年のラバーズコレクション仕様）があげられるが、それまで同様三つ目仕様でなくても「FOX FIRE」のロゴがデザインされていた部分に「CODE NAME」のロゴがデザインされた、CODE NAME（コードネーム）シリーズの一機種として製造・販売されており、唯一FOX FIREシリーズから外されたモデルである。
5500系モデル、7900系モデル、デジタルで品番がMTGで始まるモデル、高輝度LEDをバックライトに採用したGD-100系モデル、GA-110系モデル、2層ウレタンベゼルと蛇腹形状のインナープロテクターにより、耐衝撃性をさらに強化したGXシリーズ等も、これに分類される。

### FOX FIRE

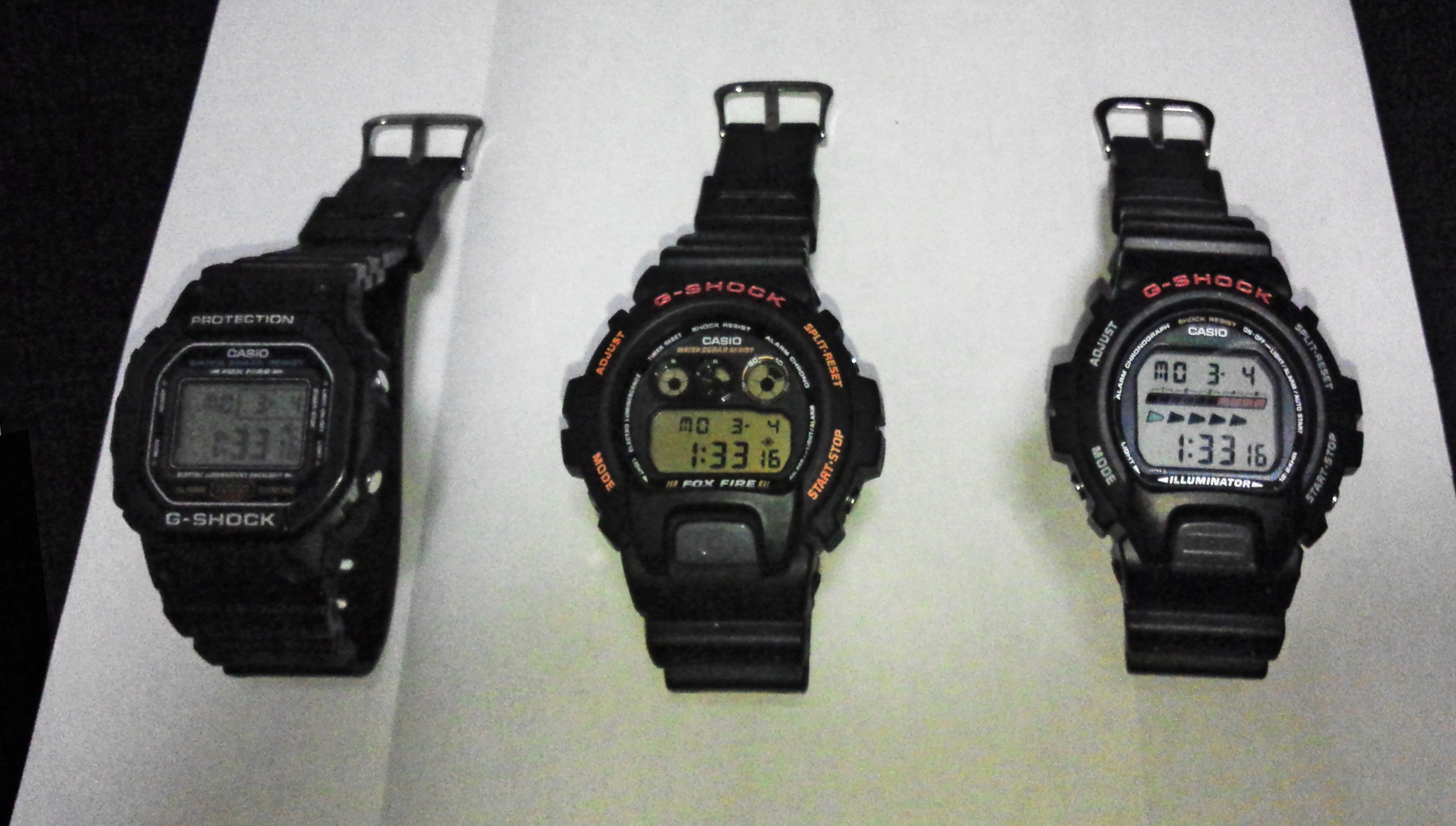
左から長寿モデルDW-5600E、DW-6900B。海外向け長寿モデルDW-6600。

発売当初はDW-6600B-1A でG-SHOCK初のEL（エレクトロ・ルミネセンス）バックライトを搭載したことで命名されたシリーズ。6600が登場する前のライトは主に電球やLEDを用いて盤面を単に照らすものであった。このELバックライトは当時では実現不可能であった2色同時発光（Gという文字も赤く浮かび上がる）を実現した。ただし他のシリーズでもELが搭載されるようになったのでELバックライト搭載モデルと言うより入門機としての位置づけである。安価であるためかコラボレーション仕様が非常に多い。
全機種ソーラーや電波受信機能は存在しないがデジタルウォッチで可能な限りの遊びの機能（スロットなど）や前述のバックライトでキャラクター表示機能を満載するなど多種多様な機種が誕生したが、現在では長寿モデルであるDW-5600EとDW-6900Bにとどまる。

### The G
標準電波受信機能や太陽電池を内蔵したモデル。上記のORIGINやStandardの一部も含まれる。MR-G・MT-Gには、G-SHOCKでは異色の『りゅうず仕様』も存在する。
MR-G
最上級とされるシリーズで、耐衝撃構造をもつフルメタルのケースに、人工サファイアガラスやダイヤモンドライクカーボン (DLC) による超硬質コーティングを施したチタン外装など、高級腕時計の技術を集約。8000/8100シリーズは実売価格が20万円以上であり、G-SHOCKの中で最高額である。後述の限定品は、消費税込み価格が50万円を超える。
MT-G
アナログもしくはコンビネーションのモデル。樹脂をメインにステンレスパーツを被せた、ハイブリッド衝撃吸収構造を採用している。
GIEZ
アナログムーブメントを搭載した、落ち着いた大人の雰囲気を持ったモデルとされる。ステンレスケースに樹脂のプロテクターを被せた衝撃吸収構造とスクリューバックを採用している。

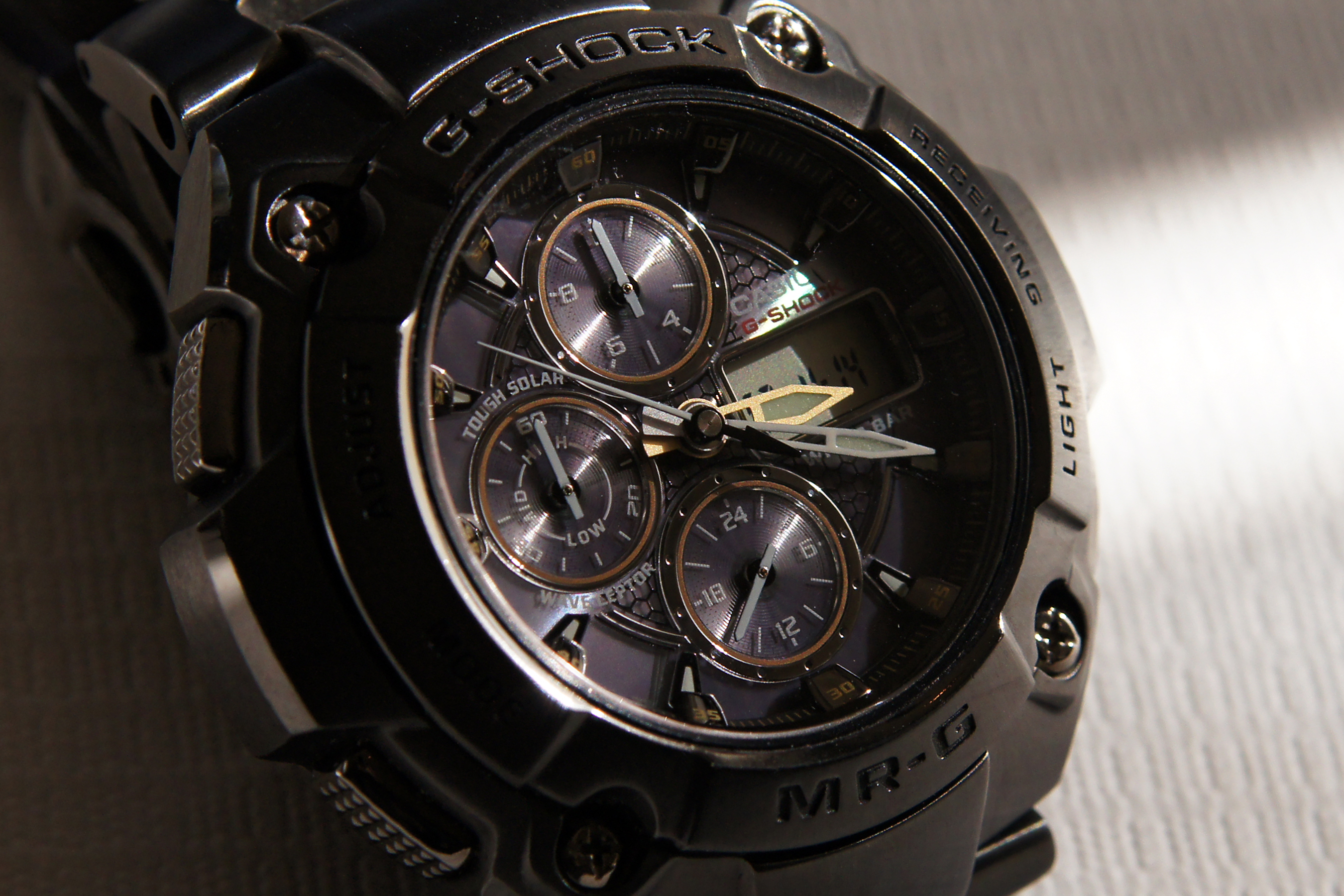
MR-G MRG-7100BJ-1AJF
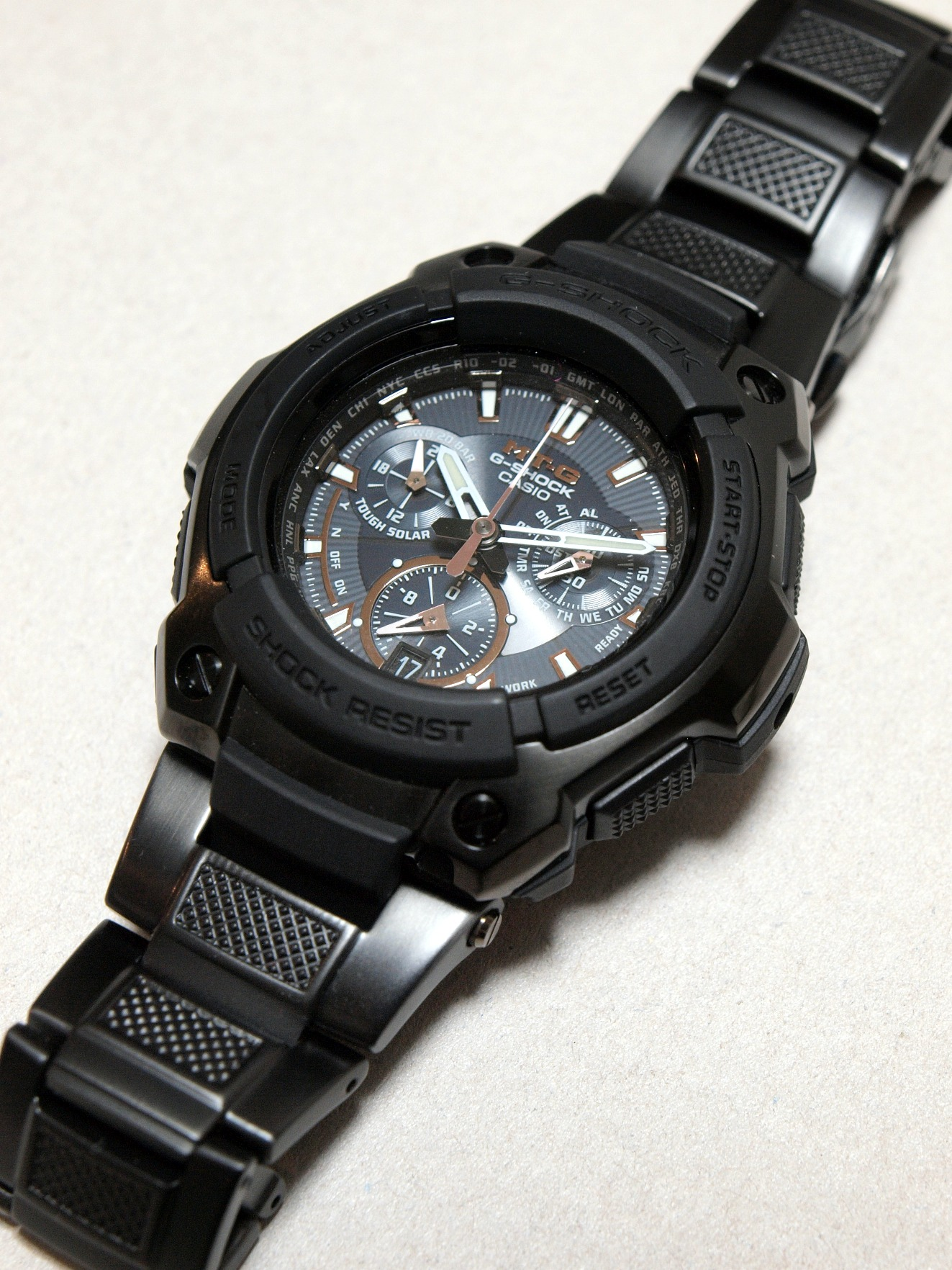
MT-G MTG-1000RB-1AJF
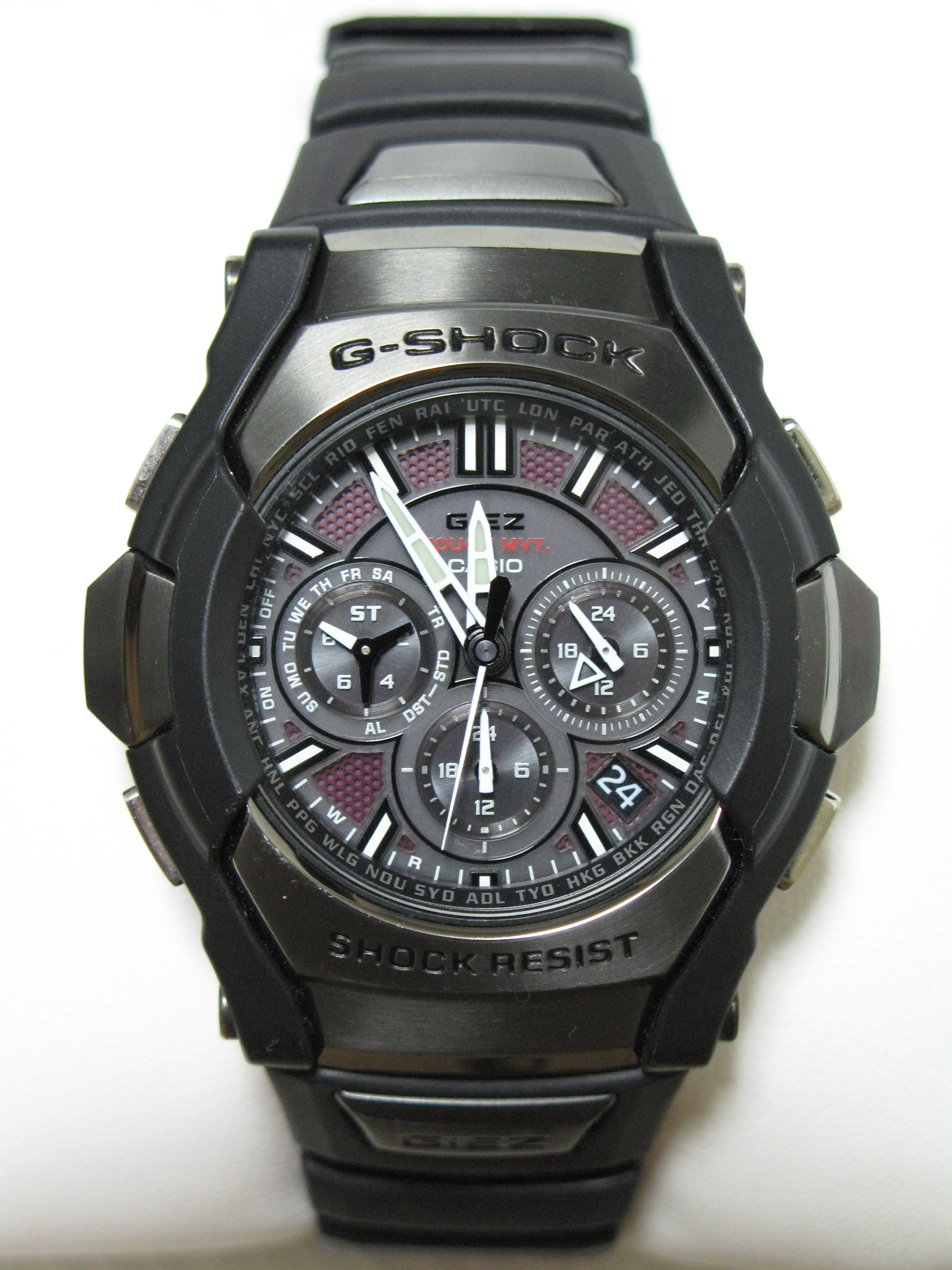
GIEZ GS-1300B-1AJF

### Master of G
「FROGMAN」「MUDMAN」「GULFMAN」「RISEMAN」は、G-SHOCKの中でもさらに過酷な状況に耐え得るタフな機能を強化したモデルとして、Master of Gというシリーズ名が付けられた。
FROGMAN （フロッグマン）
ISO規格準拠200m潜水用防水性能を持った、ダイバーズモデル。左右非対称のデザインで、横に向けるとその名の通り蛙の顔のように見えるのが特徴（フロッグマンは本来潜水士のこと）。4代目のGW-200は初代モデル（品番はDW-6300）の復刻版で、太陽光発電のみに対応している。2010年発売の5代目であるGWF-1000系（2代目の復刻モデル）で、FROGMAN初の電波受信（MULTI BAND 6）に対応した。日本国外の一部の国でFROGMANが商標登録されているため、DW-9900系の品番で登場した3代目のモデルは、SEAMAN（シーマン:品番はDW-9950WC）として販売されていた。
2023年4月 にMR-Gシリーズでも発売され、2025年5月までに4種類の製品が販売された。MRG-BF1000R-1AJR   （さし色　ブルー）MRG-BF1000E-1A9JR （さし色　イエロー）MRG-BF1000B-1AJR（さし色　レッド）MRG-BF1000RG-3AJR （さし色　グリーン）
MUDMAN （マッドマン）
防塵性、防泥性を特に強化されたモデル。2007年07月発売のGW-9000-1JFよりMULTI BAND 5（前述）に対応。現行モデルのGW-9010-1JFより、MULTI BAND 6（前述）に対応している。なお、海外専売モデルであるG-9010はこのモデルから電波自動受信機能を省いた仕様となっている。1995年に登場した初代モデル（DW-8400）の時代には、アナデジ仕様も存在した（アナログマッドマン、1997年登場。品番はAW-570で、後にマイナーチェンジでGAUSSMAN（ガウスマン:品番はAW-571、耐磁仕様のアナデジ）へと名称変更。アナログマッドマン時代を含め、歴代Master of Gシリーズの中で唯一のアナデジ仕様だった）。また、G-5500系及びGW-5500系やDW-5510系及びGW-5510系のオリジナルであるDW-5500系（世界初の防塵・防泥仕様モデル）は、先祖にあたる。
GULFMAN （ガルフマン）
海での使用を想定して防水性・防錆性を強化したモデル。外気に触れる金属部分及びボタンシャフトは全てチタン素材を使用し、腐食によるダメージを軽減する仕様になっている。
2モデルあり、GW-9100は電波ソーラー対応モデルで、電波時計はMULTI BAND 5（前述）に対応している。G-9100は電波ソーラー非対応だが、ムーンデータ（月齢・月の形表示）、タイドグラフといった、海での使用に必要な機能を備えたモデルとなっている。初代モデル（品番はDW-9300）は、G-SHOCK初のTOUGH SOLAR（太陽光発電）対応モデルである。また、FISHERMAN（フィッシャーマン:品番はDW-8600の初代防水・防錆モデル）は、先祖にあたる。
RISEMAN （ライズマン）
圧力センサーと温度センサーが搭載された、ツインセンサーモデル。登山に特化している。同社が発売しているPROTREKシリーズとは違い、方位センサーは搭載されていない。現行モデルは、MULTI BAND 6（前述）に対応している。
なお、海での使用に耐えられるが、防水機能は従来モデル同様、20気圧までとなっている。また、G-SHOCK初の圧力センサー・温度センサー搭載モデルであるSKY FORCE（スカイフォース:品番はDW-6500）とその2代目であるSKY FORCE 2nd（スカイフォースセカンド:品番はDW-6700）は先祖にあたる。
RANGEMAN （レンジマン）
RISEMAN（ライズマン）の後継機として、2013年9月に誕生。
RAYSMAN （レイズマン）
太陽電池パネルが搭載された、Tough Solarモデル。1998年3月に誕生。現在は他機種でもTough Solarモデルが存在する為、生産終了している。

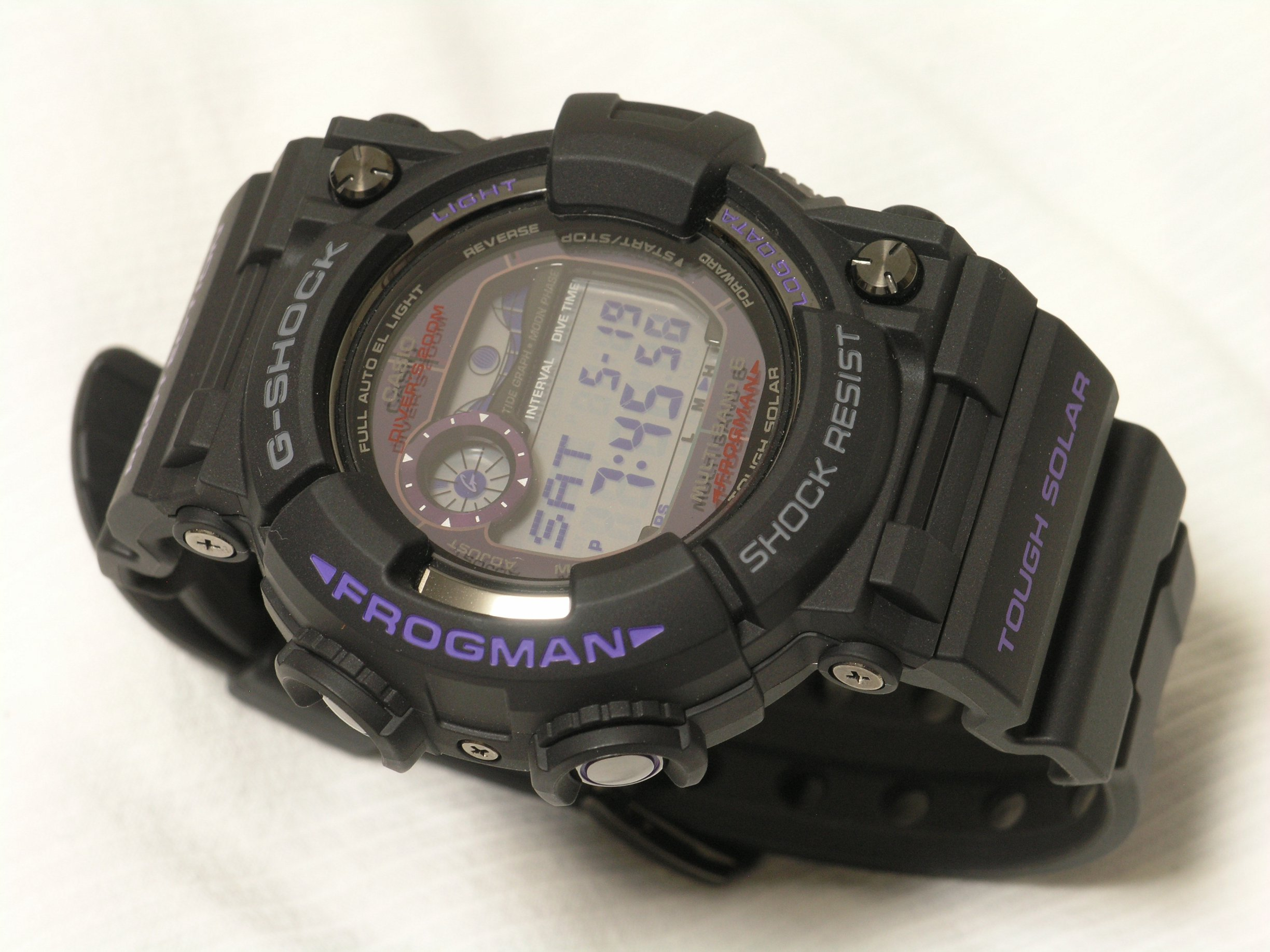
FROGMAN GWF-1000BP-1JF
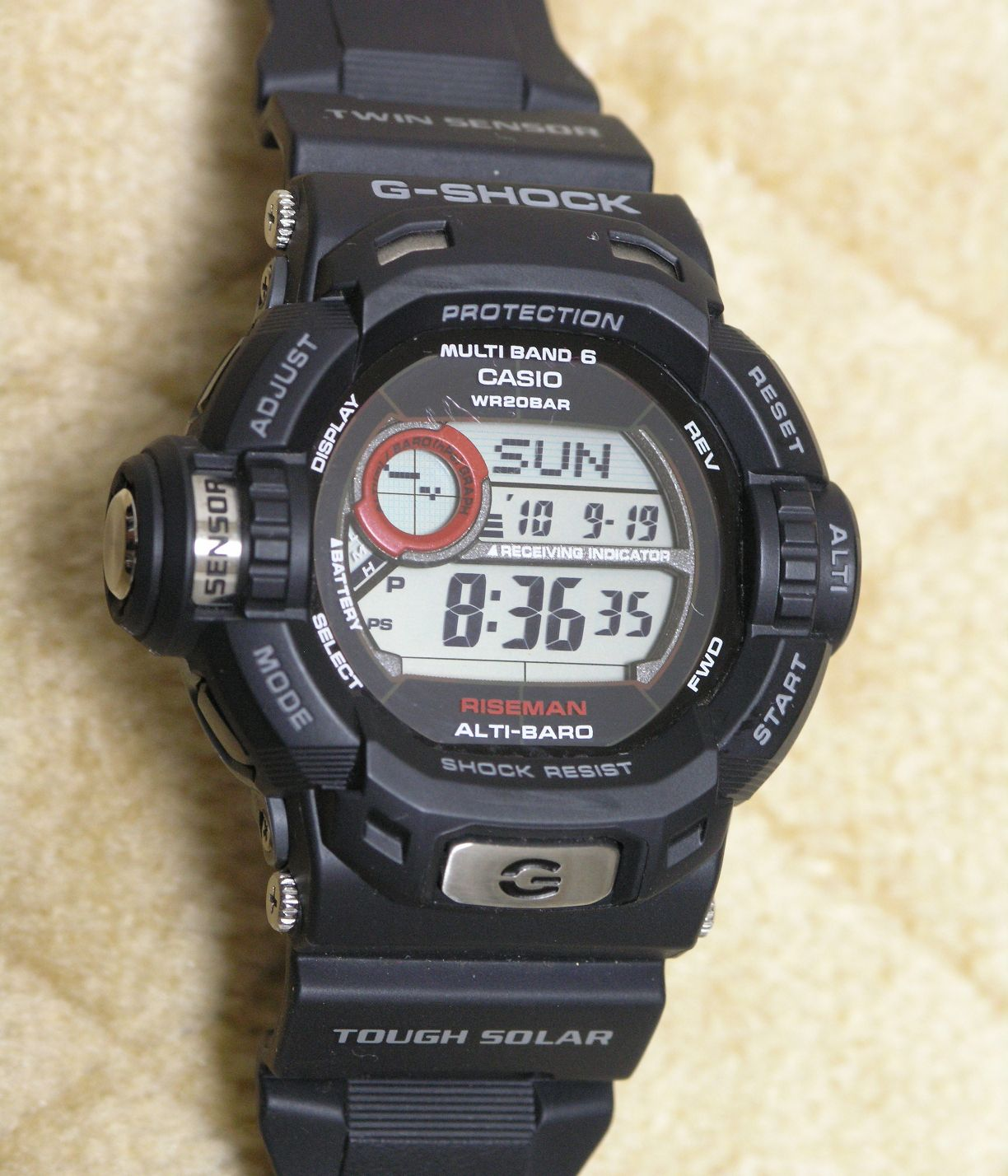
RISEMAN  GW-9200J-1JF
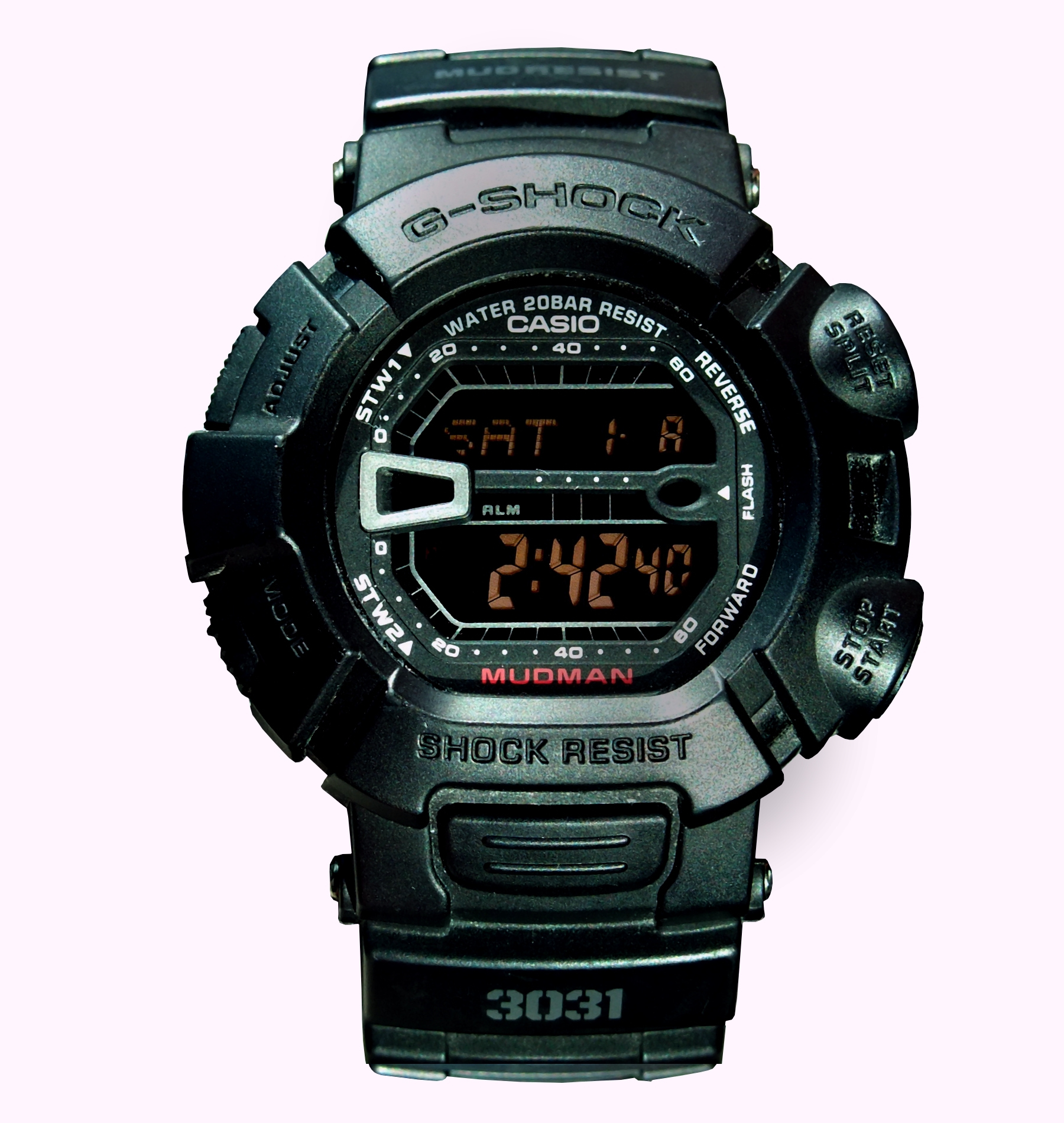
Mudman G9000MS-1

### Cockpit Series
計類盤をイメージしたデザインが特徴で、デジタル・アナログコンビネーションモデルがメイン。Sky Cockpitシリーズでは、耐遠心力を強化している。

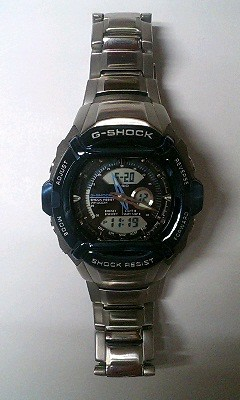
Cockpit Series G-540D-2AVDR

### BABY-G
特に女性を意識し、ファッション性と筐体の小型化を重視したモデル。「ベイビーG」や「ベビーG」と呼ばれる。BABY-Gが登場する以前は、通称ジュニアGの名で、DW-5600系（ORIGINの角型モデルの小型仕様。ライト機能は無く10気圧防水であった。）が販売されていた。ジュニアG同様に10気圧防水とG-SHOCKシリーズと同じく20気圧もラインナップされ耐衝撃も確保されている。完全なるアナログ仕様（りゅうず調整式）がG-SHOCKよりも多くラインナップされている。デジタルウォッチの場合はイルカ等のアニメーション表示機能を有する機種もある。

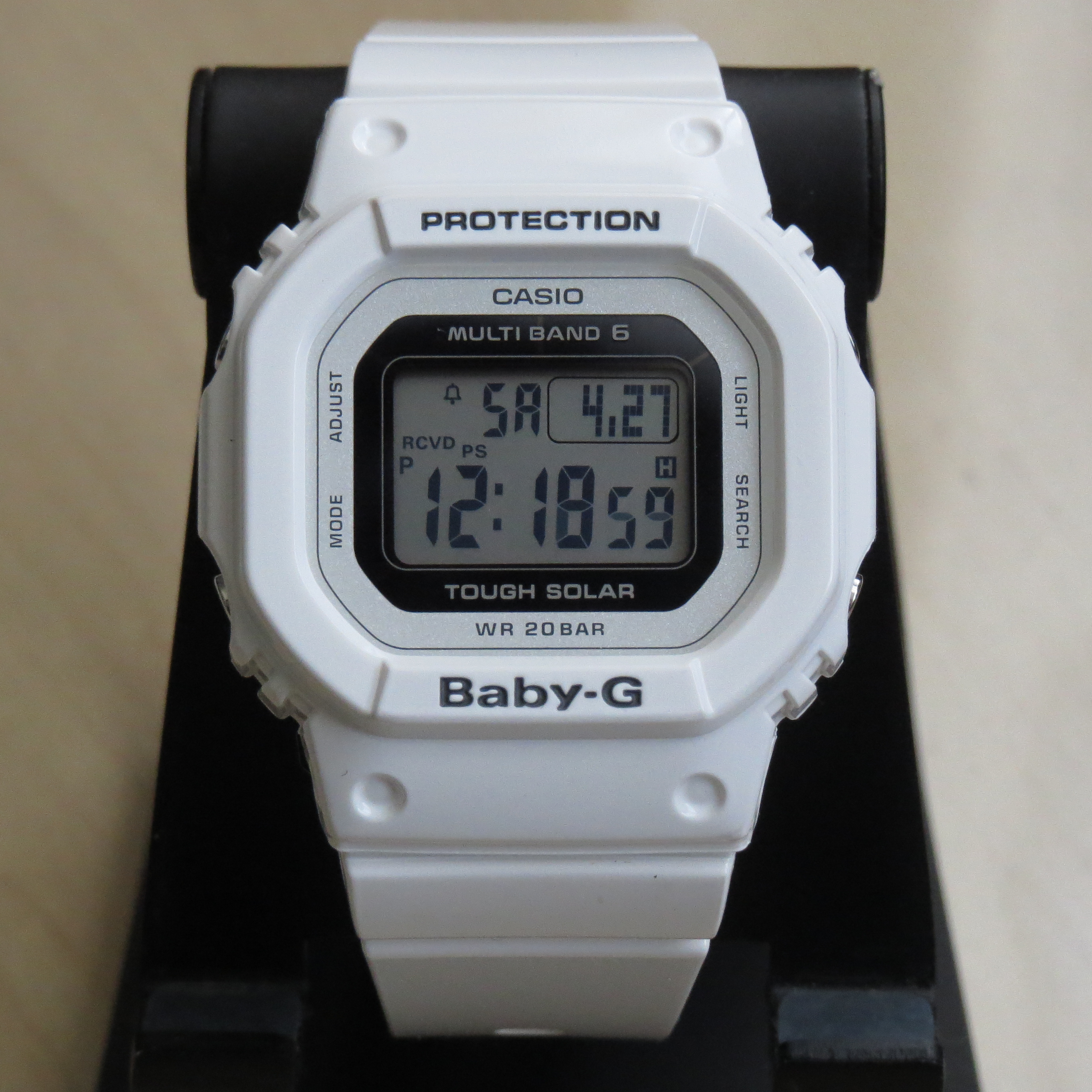
BABY-G BGD-5000-7JF

G-MS （ジーミズ）
BABY-Gのタフな機能はそのままに、洗練されたデザインを搭載したモデルである。

## 限定品
1994年には、日本で開催された「国際イルカ・クジラ会議」をきっかけに、イルカとクジラの研究・保護目的として「イルカ・クジラモデル」（通称：イルクジ）や他にも「ラバーズコレクション」（通称：ラバコレ）として、冬季限定で天使と悪魔を象ったペアの G-SHOCK を発売。天使と悪魔をベルト等にプリントするだけでなく通常仕様を変えることのない内蔵モジュールにも変更を加えておりELバックライト発光時にそうしたキャラクターが浮かび上がる機種もある。
以降限定品には、通常と違うバックライト表示を搭載することが多くなる。翌1995年には、日本で大ブームとなり、発売前には店舗でも行列が並ぶほどであった。イルクジモデルはBABY-Gにも数多く存在する。また、復刻モデルも多く存在し、最近再びその傾向が強くなってきている。
代表的な物には、G-SHOCK誕生当時の初代5000系モデルを、内部のモジュール以外全てにおいて完全復刻したモデル（DW-1983-1：1983本の限定生産仕様で、シリアルナンバーを刻印し尚且つ、ローズウッドのスペシャルケースに入れられ販売された。DW-5000-1JR,DW-5025-1JF：G-SHOCK発売前に開発陣が持っていたプロトタイプを復刻させて販売された。）等があり、現在も毎年、新型モデルを企画・限定発売をしている。
Xtreme『エクストリーム』（G-LIDE『ジーライド』の祖先に当たるモデル）や The Gでは、20周年及び25周年記念限定（ベーシックモデルと共通のカラー）、Triple Crown（トリプルクラウン:ハワイで開催されている世界のトッププロによるサーフィンの国際コンテスト）限定モデルなどがある。

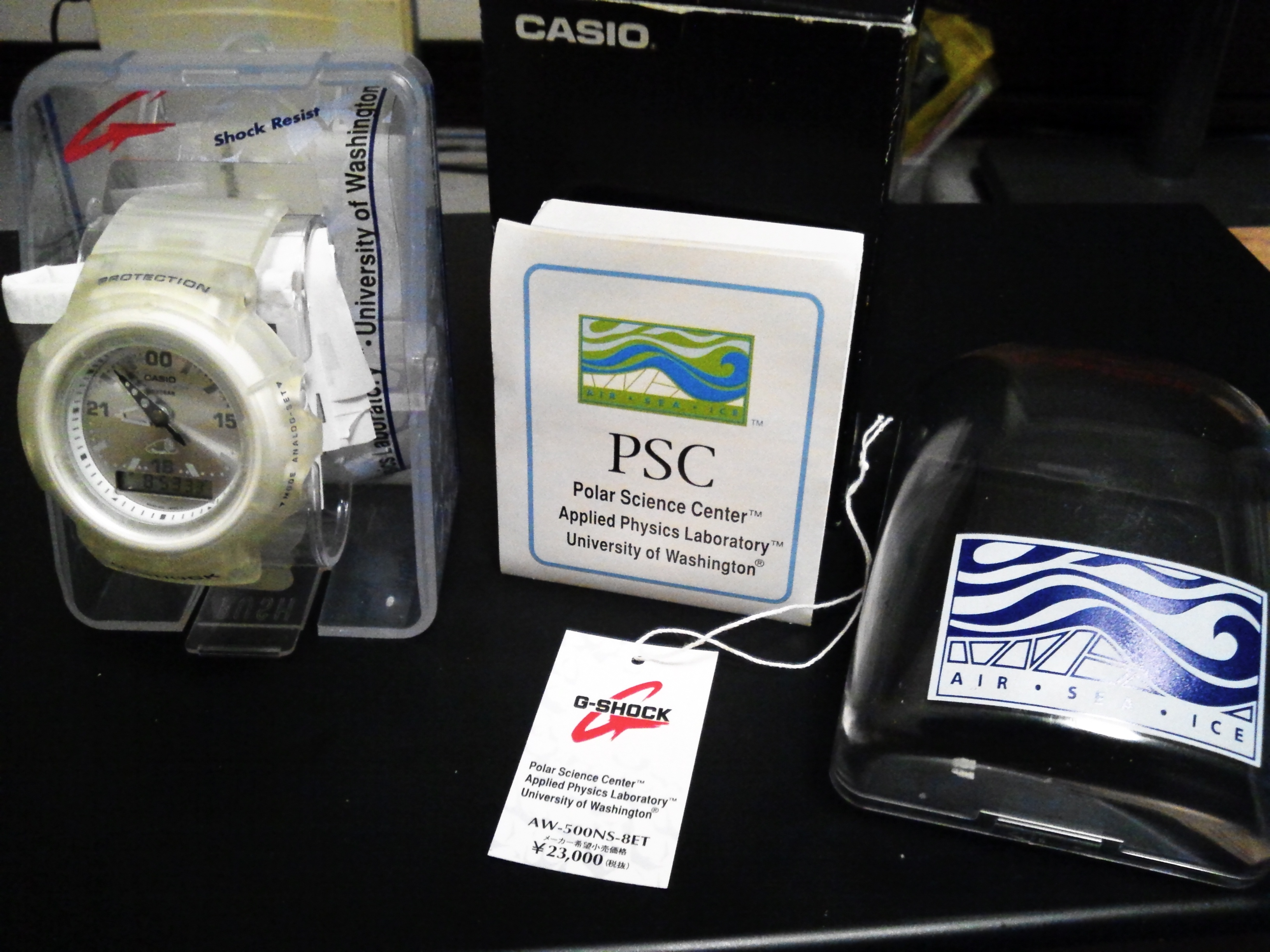
AW-500NS-8ET　限定モデルPSC仕様。初代デジアナモデルがベース。

### MR-G限定品
いずれのモデルも税込み定価が50万円を超え、CASIO製腕時計としては破格である。
MRG-8000G-1AJF
2008年2月29日発売。G-SHOCK発売25周年記念モデルで、限定200個。MRG-8000B（27万円）をベースに18K素材などを使用。52万5,000円。
MRG-8000RG-1AJF
同年4月、カシオ6年ぶりのバーゼル・ワールド（バーゼル・フェア）出展記念モデル。限定100個。25周年記念モデルMRG-8000Gの都市コードリングを18Kピンクゴールドに変更。52万5,000円。このモデル以降、毎年バーゼル・ワールド記念モデルを発表する事となる。
MRG-8100G-1AJR
2009年のバーゼルフェアに出展された、特別仕様品で全世界100個限定品。MRG-8100B（30万円）をベースに都市コードリングに18Kピンクゴールド素材を使用、赤漆風カラーリングを施した、木製のスペシャルパッケージに納められた。57万,7500円。
MRG-8100R-1AJR
2010年のバーゼルフェアに出展された特別仕様品で、全世界50個限定品。細部のジュラルミン製パーツのカラーリングに、日本の伝統色である深緋（こきひ）を採用。都市コードリングに、京セラ製の再結晶ルビー4.85カラットを使用。G-SHOCKシリーズとしては初の宝石使用となる。57万7,500円。
MRG-8100JP-1AJR
2011年のバーゼルフェアに出展された特別仕様品で、全世界50個限定品。日本の伝統色である朱色の漆が文字板周囲の都市コードリングに用いられている。サイドボタンには再結晶ルビーが填め込まれている。57万7,500円。
MRG-8101JP
2012年のバーゼルフェアに出展された特別仕様品で、2012年8月発売予定の全世界50個限定品。黒を基調としており、都市コードリングに黒漆と蒔絵が施されている。63万円。
MRG-G1000HT-1AJR　
2016年のバーゼルフェアに出展された特別仕様品で、全世界300個限定品。日本の伝統技術である鎚起をベルトとベゼルに用いたモデル。鎚起師である三代目・浅野美芳氏の協力で1本1本手作業で鎚目仕上げを施している。また同時に、MR-G発売20周年記念モデルでもある。75万6000円。

### G-SHOCK 25th アニバーサリー

#### G-SHOCK 25th アニバーサリー 「マスターブルー」
- GW-9025A-1JF（MUDMAN）
- GW-925A-1JF（ガルフマン）
- GW-225C-1JF（フロッグマン）

### G-SHOCK 35th アニバーサリー

#### G-SHOCK 35th アニバーサリー「マグマオーシャン」
- GPR-B1000TF-1JR（レンジマン）
- GWF-1035F-1JR（フロッグマン）
- MTG-B1000TF-1AJR（MT-G）

#### G-SHOCK 35th アニバーサリー「グレイシャーゴールド」
- DW-5035E-7JR
- DW-5735E-7JR
- GA-735E-7AJR
- GA-835E-7AJR

#### G-SHOCK 35th アニバーサリー「オリジンゴールド」
- DW-5035D-1BJR
- DW-5735D-1BJR
- GF-8235D-1BJR（フロッグマン）

#### G-SHOCK 35th アニバーサリー「レッドアウト」
- AWG-M535C-4AJR
- DW-5635C-4JR
- DW-5735C-4JR
- DW-6935C-4JR
- GA-735C-4AJR